# 16番街バプテスト教会爆破事件
16番街バプテスト教会爆破事件（16ばんがいバプテストきょうかいばくはじけん、16th Street Baptist Church bombing）は、1963年9月15日にアメリカ合衆国のアラバマ州バーミングハムで起こった16番街バプテスト教会に対する爆弾テロ事件である。事件は白人至上主義者のテロ集団によって実行された。クー・クラックス・クラン（KKK）の地元支部の4名が教会東側の階段の下に19本のダイナマイトを時限発火装置とともに設置した。
マーティン・ルーサー・キング・ジュニアが「人類に対して犯された最も悪質で悲劇的な犯罪のひとつである」としたこの爆破事件により4人の少女が死亡し、その他14人から22人が負傷した。
この爆弾テロ事件について、連邦捜査局が1965年、KKKの構成員で人種隔離主義者のトーマス・エドウィン・ブラントン・ジュニア、ハーマン・フランク・キャッシュ、ロバート・エドワード・チャンブリス、ボビー・フランク・チェリー4人の犯行であると結論付けているものの、1977年にロバート・チャンブリスがアラバマ州司法長官のビル・バクスリーによって裁判にかけられ、犠牲者の一人、キャロル・デニース・マクネア（11歳）に対する第一級殺人罪で有罪になるまで、起訴は行なわれなかった。
公民権運動時期の殺人、ホームグロウン・テロリズムに関する未解決事件の解決に向けた取り組み再開と起訴を進める連邦検察の一環として、アラバマ州はブラントンとチェリーを殺人に関する4つの容疑で起訴し、それぞれ2001年および2002年に終身刑が言い渡された。のちに米国連邦政府上院議員となったダグ・ジョーンズがブラントンとチェリーを起訴した。ハーマン・キャッシュは1994年に死亡し、爆弾テロへ関与した容疑について告発されることはなかった、。
16番街バプテスト教会爆破事件は公民権運動の転換点となり、議会が1964年公民権法を成立させる後押しとなった。

## 背景
16番街バプテスト教会爆破事件に先立つ数年の間にバーミングハムは、緊張の張りつめた暴力的で人種的に隔離された都市という評価を全米から受けるようになり、形を問わない暫定的な人種融合の動きですら、暴力的な抵抗運動の発生要因となった。
マーティン・ルーサー・キング・ジュニアはバーミングハムについて「全米で最も徹底的に人種が隔離された都市かもしれない」としている。バーミングハムの公共安全委員のセオフィラス・ユージン・"ブル"・コナーは、暴力的な戦術を用いて市内の人種隔離を推し進めた。
バーミングハムでは、水飲み場のような公共設備からや映画館のような公に人の集まる場所において、白人と黒人が隔離されていた。同市では、黒人の警察官、消防士は存在せず、多くの黒人住民は料理人や清掃員など単純労働の職業しか見つけることができない状況であった。黒人住民が人種隔離を体感するのは娯楽や就職にとどまらす、自由と幸福の状況においても同様であった。同州においては19世紀の変わり目以降に黒人の有権者登録を事実上不可能とする制度を導入することによって、黒人参政権がはく奪された。黒人住居や機関に対する爆弾テロは日常的に発生しており、1963年以前の8年間で黒人所有の財産や教会における爆発事件は少なくとも21件記録されている。しかし、これらの事件のいずれにおいても死者が出る事態にはなっていない。これらのテロ攻撃により、市は名前をもじって「ボムミングハム（Bombingham）」と呼ばれるにいたった。

### バーミングハム運動

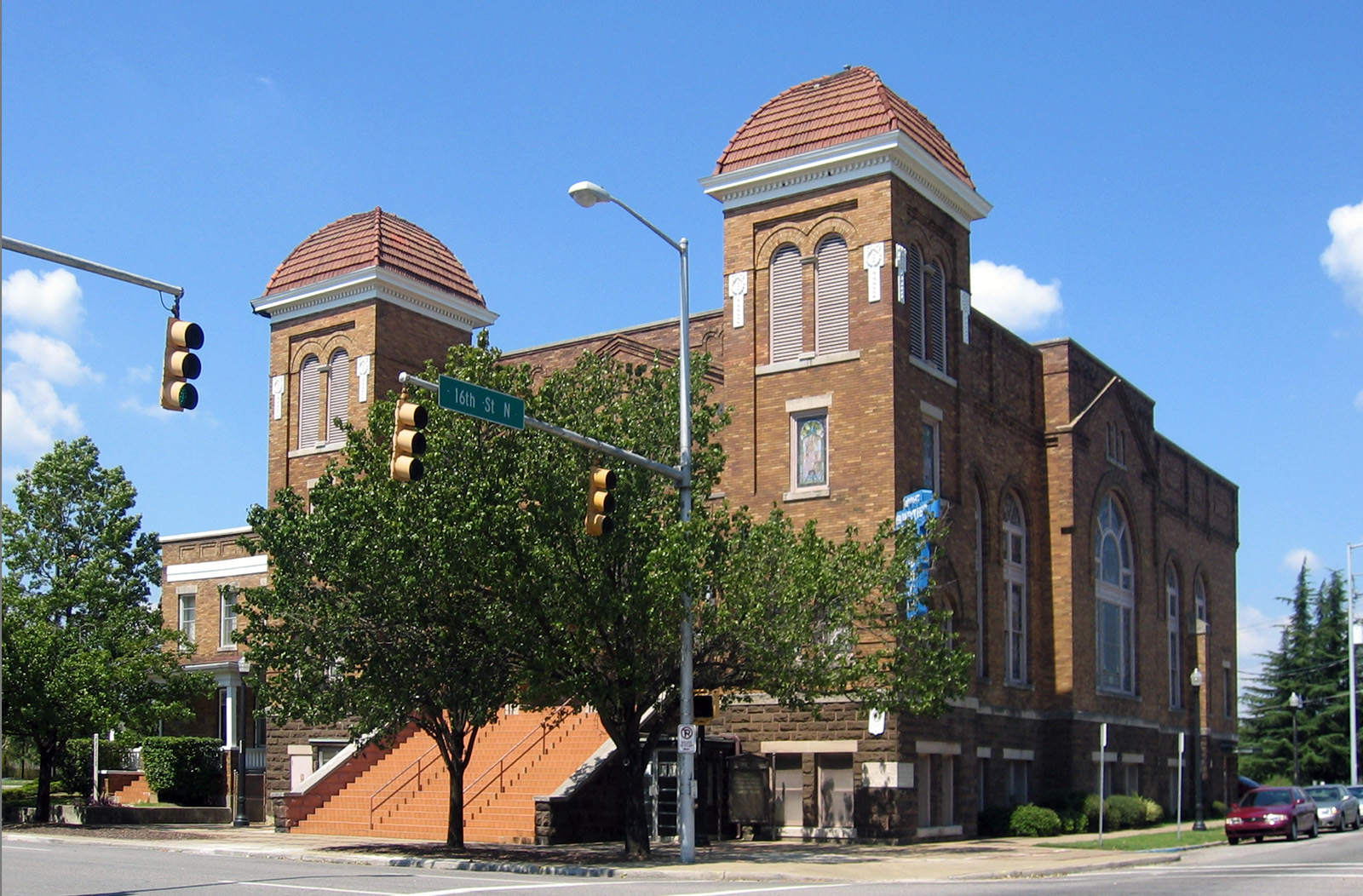
16番街バプテスト教会（2005年）

バーミングハムにおける公民権運動の活動家とリーダーたちは、市に深く根付き制度化された人種差別に対し、バーミングハムの経済的社会的格差をやり玉に挙げるなどして闘った。彼らの要求には、食事のカウンターなどの公共設備や公園などの隔離を廃止すること、デモ参加者や抗議をする者に対して刑事罰を科さないこと、そして就職機会に関連するあからさまな差別を止めることなどが含まれていた。これら活動が意図したところは、バーミングハム、ひいては米国南部全体において隔離政策を撤廃させることにあった。これらの活動家たちがバーミングハムで従事していた仕事は運動にとって重要であった。というのもバーミングハムでの動きは、南部のその他都市において人種隔離および人種差別と闘う上で指針と見做されていたからであった。
3階建ての16番街バプテスト教会は、1963年の春の公民権運動活動における集会場所であった。南部キリスト教指導者会議（SCLC）と人種的平等会議が運動に加わり、バーミングハムにおいてアフリカ系アメリカ人が投票するための有権者登録を推し進め始めると、市内での緊張が高まった。この教会はマーティン・ルーサー・キング・ジュニア、ラルフ・アバーナシー、フレッド・シャトルワースら公民権運動の指導者たちが行進する者たちを集め、教育する集合場所として使われた。SCLCの直接行動の指導者、ジェイムズ・ベヴェルは、その他の行進が行なわれた後、「1963年の子どもたちの十字軍」に参加させるために、生徒たちをここに集めて組織化し、教育を行なった。
5月2日木曜日、1000人以上の生徒たち（その一部は8歳という若さの者も含まれていたという）は、学校を出て16番街バプテスト教会に集結した。デモ参加者はバーミングハムのダウンタウンまで行進し、市の人種隔離に関する懸念事項について市長と議論した上で、現在隔離が行なわれている建物や業務上の隔離を撤廃するよう要求することを指示されていた。この行進は激しい抵抗と批判を受け、初日だけで600人もの逮捕者が出たにもかかわらず、バーミングハム運動と子供たちの十字軍は5月5日まで継続した。その意図は、刑務所を抗議者でいっぱいにすることにあった。これらのデモにより、5月8日、市の業務責任者とSCLCの間で学校を含む市内の公共施設における隔離を90日以内に廃止することについて合意がなされた。(最初に隔離の撤廃を行なった市内3校はそれを9月4日より実施した）
これらのデモと市のリーダーたちがデモ参加者の要求に譲歩したことは、バーミングハムの白人層から激しい抵抗にあった。9月4日の学校の隔離廃止後の何週間かのうちに、バーミングハム市内で3件の爆弾テロ事件が発生した。合意後にその他にもいくつかの暴力事件が起こり、また何名かの堅固なKKK構成員が隔離撤廃への抵抗の欠如に対して苛立ちを表明している。
公民権運動活動家の集まる場所として知られ、頻繁に使用された16番街バプテスト教会は明確なテロの標的となった。

## 爆弾テロ
1963年9月15日日曜日の早朝、アメリカ・クラン連合 (UKA)の構成員、トーマス・エドウィン・ブラントン・ジュニア、ロバート・エドワード・チャンブリス、ボビー・フランク・チェリー、そして容疑者としてはハーマン・フランク・キャッシュが最低でも15本
のダイナマイトを時限発火装置とともにっ教会の地下室に近い階段の下に設置した。午前10時22分頃、匿名の男が16番街バプテスト教会に電話をかけた。その電話は日曜学校の代理秘書で15歳のキャロリン・モールが受けた。匿名電話の主は、ただ一言「3分後」とだけ告げ電話を切った:10。それから1分も経たずして爆弾が爆発した。そのとき地下室には5人の子どもたちが階段吹き抜けそばのトイレにおり、合唱団の制服に着替え、「転がることのない石（A Rock That Will Not Roll）」と題した説教に備えていた。生存者の一人によると、爆発は建物全体を揺らし、少女たちの身体をまるで人形のように空中に舞い上げたという。
爆発により、教会後方の壁には直径2.1メートルの穴が開き、女性用地下室ラウンジには幅1.5メートル、深さ0.61メートルの漏斗孔ができ、教会に続く裏口階段が破壊され、衝撃によって通りがかった自動車の運転手が車から投げ出されている。爆破現場付近に駐車していた車が何台か破壊され、教会から2ブロック以上離れた建物の窓ガラスにも被害があった。爆発により、教会のステンドグラスはひとつを除き全て破壊された。大部分が壊れずに残ったステンドグラスの窓には、キリストが幼い子どもたちの集団を導く様子が描かれていた。
軽い怪我を負った人を含む何百人もの個人が生存者の手がかりを求めて教会に集まったが、警察は教会の周りにバリケードを築いたため、怒った何名かの人々が警察と小競り合いとなった。爆発の数時間後には推定で約2千人の黒人の人々が現場に集結した。教会の牧師、ジョン・クロス・ジュニア師は詩篇23篇をメガホンを使って大音量で朗読し、群衆をなだめようと試みた。
4人の少女たち—アディ・メイ・コリンズ（14歳、1949年4月18日生）、キャロル・デニース・マクネア（11歳、1951年11月17日生）、キャロル・ローザモンド・ロバートソン（14歳、1949年4月24日生）、シンシア・ディオン・ウェズリー（14歳、1949年4月30日生）—が爆発で命を落とした。爆発は非常に激しかったため4人のうちひとりの遺体は首が身体から取れ、身体も損傷が激しかったため身元確認は着衣と指輪でしか行えなかった。もうひとりの犠牲者は頭部にモルタルの破片が突き刺さったことにより死亡した。教会の牧師、ジョン・クロス師は2001年に事件を回想し、少女たちの遺体は「積み重なり、くっつき合った状態で発見された」と語っている。4人の少女たちは、全員ヒルマン救急診療所の到着時にその場で死亡が宣告された。
その他14人から22人の人々が爆発によって負傷し、その中のひとりはアディ・メイの妹で当時12歳だったサラ・コリンズであった。彼女の顔面には21個に及ぶガラスの破片が突き刺さり、片目を失明した。後になってコリンズは爆発の直前の状況を回想し、姉のアディがドレスのサッシュを結んでいたのを見ていたと語っている。アディ・メイ・コリンズの姉である当時16歳だったジュニー・コリンズが後に語ったところによると、爆発の直前に彼女は教会の地下室に座り、聖書を読みながらアディ・メイ・コリンズがキャロル・デニース・マクネアのドレスのサッシュを結んでいるのを見ていたが、その後彼女は教会の1階に戻ったという。

## ミシシッピ州公民権活動家殺害事件

### 騒動と緊張の高まり
バーミングハムでは爆破事件の後数時間後には暴動がエスカレートし、黒人、白人それぞれの若者集団が煉瓦を投げ、相手方を中傷する言葉を叫んだと報道されている。警察は黒人、白人の若者たちの親に対し、子どもたちを家の中にとどめるよう促し、アラバマ州知事のジョージ・ウォレスは、騒動を鎮めるために新たに300人の州警察官と500人のアラバマ州国家警備員の動員をかけた。バーミングハム市評議会は、市の保安対策を提案するための緊急会議を招集したが、戒厳令の提案は否決された。爆破事件から24時間のうちに、5つの店舗と建物に火炎瓶が投げられ、多くの自動車（主に白人にが運転していた）が暴動を起こす若者たちによって投石を受けた。
教会爆破を受けて、バーミングハム市長のアルバート・ブートウェルは「ただ吐き気を催す状況だ」とコメント、アメリカ合衆国司法長官のロバート・ケネディは、徹底的な法科学的捜査を行なうため爆発物専門家を含む25人のFBI捜査官をバーミングハムに派遣した。

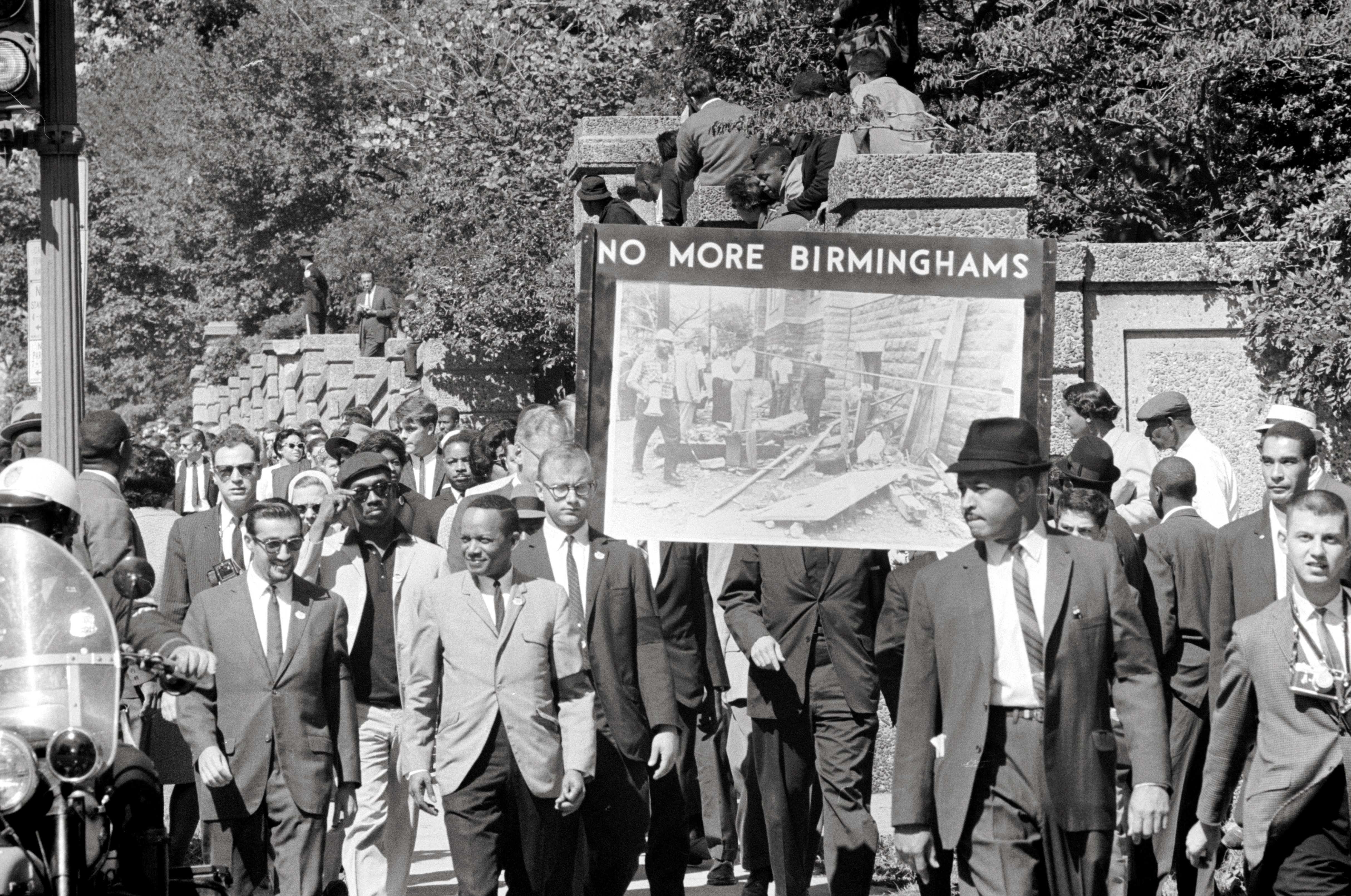
人種平等会議とオールソウルズ教会の構成員が教会爆破事件の犠牲者を追悼して1963年9月22日、行進を行なった

爆破事件と4人の子供たちの犠牲は白人至上主義者たちによって賞賛され、彼らの多くは「ニガーが4人減った」ことを祝う行動に出たが、爆破事件の報道と4人の若い少女たちが犠牲になった事実が全米および国際的な報道で伝わると、多くの人々が公民権運動の闘争を充分深刻に捉えていなかったと感じるようになった。爆破事件の翌日、チャールズ・モーガン・ジュニアという若き白人弁護士がビジネスマンとの会議で発言し、バーミングハムの白人たちが、黒人が抑圧された状況を黙認してきたことを非難した。彼はこのときのスピーチの中で次のように語っている。「いったい誰がこれ（爆破）を行なったのですか？我々皆が行なったのです！『誰』とは『ニガー』について話題にし、ヘイトの種を近隣住民や息子らにまき散らす全ての個人のことを言うのです。バーミングハムに暮らすのはどういう気持ちなのでしょうか？実はそれを誰も知らないし、この市がアメリカ合衆国の一部となるまで誰もわかることはないでしょう」。ミルウォーキー・センティネル紙の社説は次のように主張した。「バーミングハム以外の国全体にとって、この教会爆破事件は人々の良心を呼び覚ますきっかけとなるであろう。この死は...ある意味では我々ひとりひとりの手の中にあるのだ」。
バーミングハムではさらに2人の黒人の若者、ジョニー・ロビンソンとヴァージル・ウェアが日曜日の爆破事件から7時間のうちに射殺されている。ロビンソンは当時16歳で、路地に走り去ろうとしたところをバーミングハム市の警官ジャック・パーカーが止まるように命じ、それを無視したため背後から銃で撃たれた。市警察は、白人に向けて投石を行なっていた黒人の若者たちへの対応をしていたと報告されている。ロビンソンは病院に到着する前に死亡した。一方、ウェアは当時13歳で、市の北部24キロメートルに位置する郊外住宅地において、リボルバーで頬と胸を銃撃された。当時16歳だった白人の少年、ラリー・シムズが兄が乗る自転車のハンドル部分に腰かけていたウェアに向けて発砲した。（銃は別の若者マイケル・ファーリーから渡されたものであった。）シムズとファーリーは人種隔離廃止反対集会に参加後、帰宅途中であった。彼はウェアと彼の兄を見つけ、伝えられたところによると目を閉じたまま二度発砲した。（シムズとファーリーはともに後日第二級殺人の容疑で有罪判決が出たものの、裁判長は刑の執行を停止し、それぞれに2年間の執行猶予期間を課した。）
公民権運動の活動家の一部は、アラバマ州知事で人種隔離主義者を公言していたジョージ・ウォレスがこれらの殺人に繋がる空気を作ったとして非難した。爆破事件の1週間前にウォレスはニューヨーク・タイムズのインタビューを受け「アラバマ州は人種融合策を葬り去るために『最高級の葬儀』を行なう必要がある」と発言している。
バーミングハム市は爆破犯の逮捕に当初5万2千ドルの懸賞金をかけた。ウォレス州知事はアラバマ州に成り代わり、更に5千ドルを出すことを表明。彼の寄付は承諾されたものの:274、マーティン・ルーサー・キング・ジュニアはウォレス知事に対し以下の電報を送ったと言われる。「4人の子どもたちの血であなたの手は染まっています。あなたの無責任で見当違いの行動が、バーミングハムとアラバマ州において継続的な暴力事件と今回の殺人事件を誘発する空気を作ってしまったのです」。

## 初動捜査
当初、捜査員たちは16番街バプテスト教会で爆発した爆弾は、通りがかりの自動車から投げ込まれたものとの仮説を立てていた。しかしながら、9月20日、FBIは爆発が教会の女性用ラウンジそばの階段の下に故意に設置された装置によって引き起こされたことを確認した。時限発火装置の一部と思わしき導線と赤いプラスチック部品の残骸の断片が現場から発見された。（プラスチックの残骸は後に捜査員が紛失している:63。）
爆破事件が起こった後数日のうちに、捜査員たちはKKKの分派の「カハバ・ボーイズ」に注目するようになった。カハバ・ボーイズは人種隔離を終わらせるために黒人に対する譲歩がなされた現状を鑑み、KKKの可能性の限界を感じた人々によって1963年初頭に結成された。このグループは、これ以前に1963年の春と夏に起こった黒人店舗や黒人コミュニティの住宅への爆弾攻撃への関与が指摘されていた:57。カハバ・ボーイズの構成員は30人を下回ってはいたが、その中にはトーマス・ブラントン・ジュニア、ハーマン・キャッシュ、ロバート・チャンブリス、ボビー・チェリーの4人がいた。
捜査員たちは9月15日早朝に教会付近で目撃された青緑色の1957年製シボレーに乗った複数の男性に関する目撃証言を多く集めていた。これらの目撃証言は、ひとりの白人男性が車を降り、教会の階段の方に歩いて行ったことを示していた。（この男性の身体的特徴については目撃者によって証言内容が異なり、ボビー・チェリー、ロバート・チャンブリスのいずれとも合致するものがあった。)
チャンブリスは9月26日にFBIより聴取を受けた:386。9月29日、彼は1963年9月4日に不法な手段でダイナマイトを購入し、運搬した罪で起訴された。彼と2人の知人、ジョン・ホールとチャールズ・ケイグル、それぞれ個別に10月8日、不法にダイナマイトを所持し、運搬した罪で有罪となった。一人当たり100ドルの罰金と執行猶予付きの180日間の懲役刑が課された。この時点では、爆破事件に関してチャンブリスあるいは彼の共謀者のいずれも起訴はされていない

### FBIによる捜査の終了
FBIは爆破事件についての初動捜査について困難に直面した。後日明らかになった報告書によると「1965年には、我々は4人の重大な容疑者を絞り込んでいた。彼らはいずれもクランの構成員のトーマス・ブラントン・ジュニア、ハーマン・フランク・キャッシュ、ロバート・チャンブリス、ボビー・フランク・チェリーだった。しかし、目撃者たちは証言を躊躇し、物的証拠が欠如していた。また、その時点で私たちの捜査から得られた情報は、法廷で証拠として採用されていなかった。その結果、1960年代に連邦政府による起訴は実現しなかったのだ」。
1965年5月13日、地元捜査当局とFBIはブラントン、キャッシュ、チャンブリス、チェリーの4人を公式に爆破事件の犯人と断定し、ロバート・チャンブリスが首謀者である可能性が高いとした。この情報はFBI長官ジョン・エドガー・フーヴァーに伝えられた;しかしながら4人の容疑者の起訴には繋がらなかった。この背景には、地元捜査当局と連邦捜査局との間の不信の歴史があった。この年の後半にフーヴァーは、容疑者たちに対する連邦捜査局の起訴の動きを差し止め、州当局、連邦検事のいずれに対しても連邦捜査局が収集した証拠の開示を拒否した。
1968年、FBIは容疑者のいずれも起訴することなく、爆破事件の捜査を正式に捜査を終了した。捜査ファイルはフーヴァーの命令により、封印された。

## 公民権法の成立

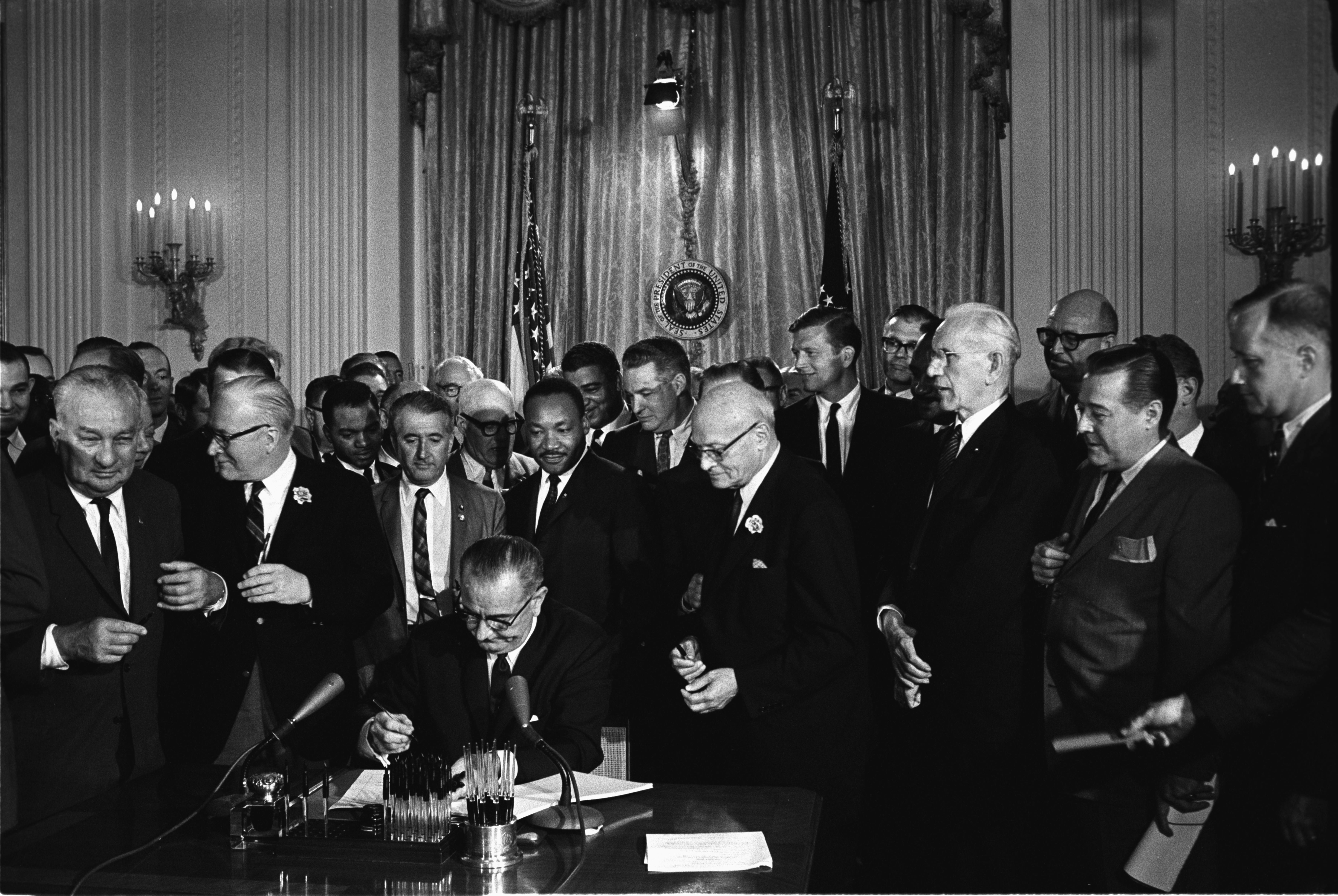
リンドン・ジョンソン大統領が1964年公民権法に署名して発効させた（1964年7月2日）

バーミングハム運動、8月のワシントン大行進、9月の16番街バプテスト教会の爆破事件、そして公民権運動の熱烈な支持者であったジョン・F・ケネディ大統領（全米のテレビ局で公民権法を提案した）の11月の暗殺事件と続いた事件が米国の公民権運動への意識と共鳴を広める結果となった。
1963年11月22日のジョン・F・ケネディ大統領暗殺に伴い就任した新大統領のリンドン・ジョンソンは前任のケネディが進めた公民権法の成立に向けて引き続き動いた。
1964年7月2日、リンドン・ジョンソン大統領の署名により1964年公民権法が発効した。その場に同席した中にはマーティン・ルーサー・キング・ジュニアを含む公民権運動の主要な活動かもいた。同法は人種、肌色、宗教、性別、国籍による差別を禁止し、アフリカ系アメリカ人に法の下で完全に平等な権利を保障した。

## 捜査の正式な再開
1971年1月、ビル・バクスリーがアラバマ州司法長官に選出された時点で、16番街バプテスト教会爆破事件は公式には未解決のままであった。バクスリーは1963年に爆破事件のことを耳にした際はアラバマ大学の学生で、後に「何かしたいと思っていましたが、何をしていいのかわかりませんでした」と語っている。
就任後1週間以内にバクスリーは爆破事件に関する警察の書類の原本を調査し、それらが「殆ど無価値である」ことを知ることとなった。バクスリーは1971年、正式にこの案件捜査を再開させた。彼は当初の捜査では証言に積極的ではなかった主要な目撃者と信頼関係を築くことに成功した。得られたその他の目撃証言により、教会の下部に爆弾を設置したのはチャンブリスであることが特定された。バクスリーは、爆弾が設置された日より2週間以内前にチャンブリスがジェファーソン郡の店舗でダイナマイトを購入したことを示す証拠を収集し、その用途として 国道101号線のそばにKKKが購入した土地を更地にするためのものとの口実を使っていたことを突き止めた:497。この目撃証言と証拠はロバート・チャンブリスに対する正式な訴訟を起こすために使用された。
バクスリーがこの案件に関するFBIの書類の原本を請求した際、FBIが容疑者たちに関して1963年から1965年の間に収集した証拠は、バーミングハムの地元検事には公開されていなかったことを知った。当初はFBIからの抵抗があったものの:278、バクスリーは爆破事件の犯人の起訴に繋がる可能性のある証拠をFBIが差し止めていることを司法省に暴露すると公の場で警告し、1976年にFBIがまとめた証拠を正式に提供を受けることに成功した。

## 事件の影響
- 爆破事件の後、16番街バプテスト教会は建物の被害の評価と修繕のため８ヶ月以上の間閉鎖された。教会と遺族はそれぞれ推定で２万3千ドル（2024年の額換算で23万6千2百25ドル）を一般の寄付金から受け取った[54]。18万6千ドル相当（2024年の額換算で1.91百万ドル）の贈答品が世界中から寄付された。教会は1964年6月7日に再開し、今日も祈りの場として機能しており、2019年5月現在、週当たり2000人の礼拝者を受け入れている。アーサー・プライス・ジュニア師が教会の牧師を務めている[75]。

- 16番街バプテスト教会爆破事件で最も重い怪我を負った生存者、サラ・ジーン・コリンズは、事件後2ヶ月もの間入院を余儀なくされた[76]。コリンズの怪我は広範囲に渡っており、医療関係者は当初彼女が両目を失明するのではないかと危惧していた。しかしながら、10月には彼らは彼女の左の目の視力を回復させられると本人に伝えている[77]。1963年10月15日、爆破犯に対する気持ちを聞かれた際、コリンズはまず彼女のケアをしてくれた人たち、お悔みのメッセージをくれた人たち、花や玩具を贈ってくれた人たちに感謝をし、そしてこう語っている。「爆破犯については、人々は彼のために祈っています。彼にもし子どもがいるのであれば、今現在何を考えているでしょうか。彼は神と向き合うことになります。私たちはこの問題を神にお渡しします。というのも、バーミングハムの問題を解決できるのは神しかいないからです。私たちは神の手に解決を委ねます」[77]。

- チャールズ・モーガン・ジュニア、この若き白人弁護士は、バーミングハムの白人層の多くが黒人に対する抑圧と脅迫に寛容的で無頓着であることが、市内のヘイトの雰囲気を生み出していると非難する熱のこもったスピーチを1963年9月16日に行なった。彼自身、スピーチを行なった後、彼と彼の家族に対する殺害の脅しを受けた。モーガンと彼の家族は、３ヶ月も経たないうちにバーミングハムから避難せざるを得なくなった[78][45]。
- ジェイムズ・ベヴェル、公民権運動の重要人物であり、南部キリスト教指導者会議（SCLC）の主宰者でもあった彼は、16番街バプテスト教会爆破事件に衝撃を受け、その結果として投票権のためのアラバマ・プロジェクトとして知られることとなる計画を立案した。べヴェルと彼の当時の妻、ダイアンは爆破事件の後、アラバマに移住し[79] 、投票権のためのアラバマ・プロジェクトに取り組んだ。これは人種にかかわらず、アラバマ州の市民が完全なる投票権を行使できるようにすることを目的としていた。このイニシアチブは、その後1965年のセルマからモンゴメリーへの行進に繋がり、結果としてあらゆる投票を行なう過程におけるあらゆる人種差別を禁止する投票権法の成立をもたらした。

## 音楽と映画

### 音楽
- リチャード・ファリーニャが1964年に書いた「Birmingham Sunday」は直接的に16番街バプテスト教会爆破事件のことを題材にした楽曲である。彼の義理の妹のジョーン・バエズによってレコーディングされ、バエズの1964年のアルバム『Joan Baez/5』に収録された。この曲はリアノン・ギデンズによってカバーされ、2017年のアルバム『Freedom Highway』に収録された[80]。
- ニーナ・シモンの1964年の公民権運動賛歌「Mississippi Goddam」は部分的に16番街バプテスト教会爆破事件のことが歌われている。「アラバマのことは私を怒らせた」との歌詞はこの事件のことである[81]。
- ジャズ・ミュージシャン、ジョン・コルトレーンの1964年のアルバム『Live at Birdland』には「Alabama」というトラックが収録されており、これは爆破事件の2ヶ月後にレコーディングされた。この楽曲は16番街バプテスト教会爆破事件の犠牲者に対する音楽的なトリビュートとして書かれたものである[82]。
- アフリカ系アメリカ人の作曲者、アドルファス・ヘイルストークが1982年に吹奏楽アンサンブルのために作曲した「American Guernica」は16番街バプテスト教会爆破事件の犠牲者を追悼した作品である[83]。
- ソウル・シンガー、キャンディ・ステイトンの2025年のアルバム『Back To My Roots』収録の「1963」は、16番街バプテスト教会爆破事件当日の恐怖を思い起こした楽曲である。ステイトンはこの日バーミングハムにいたと語っている[84]。

### 映画
- 1997年のドキュメンタリー映画『4 Little Girls』は、16番街バプテスト教会爆破事件に焦点を当てたものである。スパイク・リーが監督したこのドキュメンタリーは犠牲者の家族とや友人へのインタビューが含まれており、アカデミー賞の最優秀長編ドキュメンタリー賞にノミネートされている[85]。
- 2002年のドキュメンタリードラマ、『父と罪 重き告発（原題：Sins of the Father）』は16番街バプテスト教会爆破事件を題材としている。監督はロバート・ドーンヘルム。ボビー・チェリー役をリチャード・ジェンキンス、ロバート・チャンブリス役をブルース・マクフィーが演じている[86]。
- 2014年の歴史ドラマ、『グローリー/明日への行進（原題：Selma）』は血の日曜日事件を取り上げたものであるが、16番街バプテスト教会爆破事件を描写したシーンも登場する。この映画の監督はエイヴァ・デュヴァーネイが務めている[87]。